# (14702) Benclark
(14702) Benclark est un astéroïde de la ceinture principale.

## Description
(14702) Benclark est un astéroïde de la ceinture principale. Il fut découvert le 7 janvier 2000 à la station Anderson Mesa par le programme LONEOS. Il présente une orbite caractérisée par un demi-grand axe de 2,99 UA, une excentricité de 0,10 et une inclinaison de 10,0° par rapport à l'écliptique.

## Compléments